# Cosan
Cosan S.A. er en brasiliansk producent af bioethanol, sukker og energi. Cosan driver forretning i Brasilien, Argentina, Uruguay, Paraguay og Bolivia.
Cosan begyndte i 1936 i Piracicaba ved São Paulo, hvor de etablerede deres første sukkerrørsfabrik. De har 23 fabrikker og 45.000 ansatte.